# Marcel Storr
Pour les articles homonymes, voir Storr.
Marcel Storr, né le 3 juillet 1911 dans le 11e arrondissement de Paris et mort le 10 novembre 1976 dans le 20e arrondissement de Paris (France), est un dessinateur français dont l'œuvre est rattachée à l'art brut.

## Biographie[1]
Marcel Storr connaît une enfance difficile. Après avoir été abandonné, il est placé dans des fermes où il a été maltraité, puis confié à des religieuses en Alsace.
Il effectue ensuite divers petits métiers avant de se marier en 1964 et de trouver un poste de cantonnier à la Ville de Paris, au bois de Boulogne.
Peu à peu atteint d'une forte surdité, Marcel Storr développe parallèlement certains troubles psychiatriques dont on sait peu de chose, si ce n'est qu'il fut suivi à l'hôpital de Ville-Évrard en 1974, lors de courts séjours et en tant que patient externe.
Il meurt d'un cancer à l'hôpital Tenon le 10 novembre 1976.

## L'œuvre
Son œuvre est dominée par des bâtiments atypiques tous droits sortis de son imagination, qui s’élèvent vers le ciel dans une féérie de couleurs vives. En 1964, Storr imagine ses vingt-cinq édifices religieux inventés, des églises semblables à des arbres ou à des fruits exotiques. Un an après, l’artiste abandonne les églises pour se consacrer définitivement aux mégalopoles, cités lacustres et autres temples imaginaires. Ces dessins de grand format sont exécutés à la mine de plomb puis colorés à l’encre. Perdu dans l’infinité de détails de ces panoramas, notre œil oscille constamment entre deux échelles opposées, monumentale et minuscule. L’espèce humaine apparaît comme écrasée par les constructions : des foules de personnages miniatures se pressent aux pieds des tours telles des colonnes de fourmis, grouillant entre des véhicules futuristes, des drakkars et des arbres. Il faudrait s’armer d’une loupe et s’agenouiller plusieurs heures durant pour les découvrir encore et encore.
« On ne sait de quoi s'étonner le plus, de l'exécution parfaitement maîtrisée d'un dessin dont les complexités perspectives sont résolues avec une confondante adresse ou des harmonies chromatiques qui appelleraient des comparaisons avec Monet et Bonnard. Marcel Storr est un grand peintre, en effet. Des notions du genre "art brut" ou "art des fous" avouent leur indigence devant de tels travaux. » Philippe Dagen
Sa production voit se succéder deux temps forts : un premier pan, consacré aux édifices religieux (églises, cathédrales et basiliques) tous représentés frontalement avec des façades plates telles des décors de carton-pâte, et un second aux mégalopoles, cités futuristes, architectures gigantesques et utopiques, fruit de sa fascination pour les tours, notamment celles qu’il découvrit au moment de la construction du quartier de La Défense, à côté de Paris, quartier d’affaires que l’artiste voit sortir de terre de ses propres yeux, tous les jours pendant des années, alors qu’il travaille comme balayeur de feuilles mortes sur les pelouses de Bagatelle, au Bois de Boulogne.
La découverte in extremis du travail de Marcel Storr par Liliane et Bertrand Kempf a permis de révéler un artiste emblématique de l’art brut, au sens que lui donne Jean Dubuffet, comme ce fut le cas pour l’œuvre d’Henry Darger, le solitaire de Chicago, dont le travail fut découvert à sa mort par ceux qui l’hébergeaient.
Storr n’a jamais accepté que ses tableaux soient montrés de son vivant. Son besoin de créer était de l’ordre de l’obsession. Il reprenait son ouvrage chaque soir après sa journée de travail, avant de dissimuler ses dessins sous la toile cirée de la cuisine de la loge. Marcel Storr s’est considéré sa vie durant comme un génie absolu, imaginant sa postérité comme un succès.
Il était convaincu que Paris serait détruit et que le Président des États-Unis serait amené à emprunter ses dessins pour la reconstruire. Son œuvre formule une réponse architecturale pour reconstruire Paris dans l’éventualité d’une attaque.
« Savante ou non, toute œuvre géniale au premier abord nous paraît unique, inclassable, et nous éprouvons un choc à la voir pour la première fois. Comme les grands inspirés, réformateurs ou inventeurs de mondes, Storr, le balayeur du Bois de Boulogne, était un génie visionnaire, et il savait. » Laurent Danchin
En 2001, les dessins de Marcel Storr sont exposés au public pour la première fois, inclus dans l'exposition « Aux frontières de l'art brut no 2 » à la halle Saint-Pierre (Paris). Et c'est entre décembre 2011 et mars 2012 qu'a lieu sa première exposition personnelle, Marcel Storr : Bâtisseur visionnaire, dont le commissariat est confié au critique d'art Laurent Danchin au pavillon Carré de Baudouin à Paris, 20 000 personnes visitent cette exposition. 
Depuis l’exposition rétrospective Marcel Storr : bâtisseur visionnaire en 2012, au Pavillon Carré de Baudoin à Paris visitée par plus de 20 000 visiteurs, l’œuvre de Marcel Storr a été montrée à plusieurs occasions dans de prestigieuses institutions internationales telles la Hayward Gallery à Londres, le Centre Pompidou Metz, la galerie Andrew Edlin à New York, la Slovak National Gallery de Bratislava, la Halle Saint-Pierre à Paris et le Musée International des Arts Modestes à Sète.
Ses œuvres figurent dans des collections importantes telles celle de James Brett (The Museum of Everything), Bruno Decharme (abcd Art Brut), et Antoine de Galbert. 
Parmi les publications sur l’œuvre de Storr, on compte un catalogue de référence édité aux Editions Phébus en 2012 à l’occasion de la rétrospective parisienne de l’artiste et une biographie écrite par Françoise Cloarec (Phébus, Paris, 2010) ainsi que plusieurs publications par des spécialistes comme David Ebony dans Art in America, Allison Meier dans Hyperallergic, Laura Cumming dans Observer, Valérie Rousseau dans le catalogue de l’exposition « The Alternative Guide to the Universe » à la Hayward Gallery, Laurent Danchin dans Raw Vision, et Philippe Dagen dans Le Monde.

### Sources
1. ↑  Références biographiques et picturales issues du catalogue Aux frontières de l'art brut 2-Halle-Saint-Pierre 2001 et de l'article de Laurent Danchin paru dans Raw Vision no 36, 2001
2. ↑  Philippe Dagen Les cathédrales imaginaires de Marcel Storr Le Monde, 30 décembre 2011
3. ↑  Marcel Storr, l'histoire d'un peintre cantonnier L’Express, 25 octobre 2010
4. ↑  Archives en ligne de Paris, 20e arrondissement, année 1976, acte de décès no 2267, cote 20D 497, vue 10/31
5. ↑  Jean Dubuffet
6. ↑  Un documentaire de Joële van Effenterre Marcel Storr 2014

#### Articles
- Laurent Danchin, Marcel Storr, Raw Vision #36, 2001 (en)
- Philippe Dagen, Les cathédrales imaginaires de Marcel Storr, Le Monde, 29 décembre 2011
- Laura Cumming, Alternative Guide to the Universe, The Guardian, 16 juin 2013 (lire en ligne)
- David Ebony, In Step With The Outsiders: The Outsider Art Fair, Art in America, 9 mai 2014
- Allison Meier, Psychedelic Plans for a Post-Apocalyptic Paris, Hyperallergic, 25 juin 2013
- Elisabeth Couturier, Le rideau se lève sur Marcel Storr, Paris Match, 23 février 2012
- Laurent Danchin, Les basiliques et cités paranoïaques de Marcel Storr: la revanche d'un imaginaire clandestin, Les dessins à l'ère des nouveaux médias, lelivredart, Paris, 2009.

#### Catalogues d'exposition
- Collectif, Marcel Storr, Paris, Phébus, 2011
- Rousseau, Valérie, "Visionary Architectures," The Alternative Guide to the Universe, exhibition catalogue, ed. Ralph Rugoff, Hayward Publishing, London, 2013.Laurent Danchin / Martine Lusardy, Aux Frontières de l'art brut 2, Paris, Halle Saint-Pierre, 2001Exposition collective